# Коловрат
Коловрат (синтагма од коло + врат  = вртити) или чекрк, витлић, је стара дрвена машина за предење (претварање влакана
вуне, лана, кудеље и памука у нити пређе), који је заменио ранију методу предења преслицом и вретеном.

## Карактеристике
Најстарија верзија коловрата била је врло једноставна, то је у суштини било фиксирано дрвено коло, које се полако окретало десном 
руком, док се левом одматало нити влакна са преслице, која је такође вертикално била фиксирана на исту подлогу. Нити са кола су на крају наматане на вретено.
Иако није био савршен, он је омогућио механичко убрзање процеса предења, јер се помоћу кола добијала равномернија пређа.

## Историја
Коловрат је највероватније развијен у Индији, иако се не зна тачно где, јер су му корени мутни. До Европе је доспео преко Блиског истока током средњег века.
Први коловрат документован је у Венецији 1224. године затим у Болоњи 1256. године, а након тога у Паризу 1268. и немачком
Шпајеру 1280. године.
Почетком 16. века коловрат је у Европи унапређен, кад му је додано саско коло са педалом, па се коло од тада могло ногом брже окретати, а не руком која је ослобођена за друге радње. Друга иновација у саском колу био је калем уместо вретена на који су се нити пређе континуирано наматале.
Значајно побољшање разбоја, које се догодило у Великој Британији током 18. века, изазвало је и потражњу за бржим механичким предењем, па је након тога направљен читав низ изума који су претворили коловрат у једну од првих машина индустријске револуције.
И поред тога што се коловрат брзо ширио Европом, он није потпуно истиснуо ручно предење: у Југославији се почео примењивати у првим деценијама 20. века.